# مصطفى سعد الدين
مصطفى سعد الدين (26 يونيو 1989-) ممثل سوري.

## حياته ودراسته
ولد في دمشق، أنهى دراسته الثانوية ثم التحق بالمعهد العالي للفنون المسرحية في دمشق قسم التمثيل، تخرج في عام 2011.
عام 2010 في السنة الرابعة أثناء تحضيره لعرض تخرج الفصل الأول كان يستعد لتقديم عرض «سيلكون» مع أستاذه في المعهد عبد المنعم عمايري الذي كان مخرجًا للعمل لكن يومها نشب خلاف بينهما ما أقصاه عن دور مهم كان يفترض أن يقدّمه لكن الخلاف حل وقدم العرض مع زملائه.
في مارس 2010 شارك مع تسعة من زملائه في المعهد بأمسية «قراءات مسرحية لتشيخوف» في الأردن على مسرح أسامة المشيني، ضمن فعاليات مهرجان أيام عمان المسرحية، في دورته السادسة عشرة، حيث قدم قصة «غير الشرعي»، بمشاركة زميلته حلا رجب، وتتحدث عن اعتقاد «فين غوييف» بإنجاب خادمته لطفل غير شرعي منه، وتتناول المشاهد صراع فين غوييف مع نفسه، والأفكار العديدة التي تراوده، لما يمكن أن يفعل بالطفل.
في يونيو 2011، في الفصل الثاني من السنة الرابعة قدم عرض مشروع التخرج «الوجه الآخر لحكاية السيدة روزالين» الذي أشرف عليه الفنان فايز قزق بمشاركه زملائه في المعهد تناول العرض مجموعة من المشاكل الإنسانية أهمها موضوعات جرائم الشرف والفساد والعلاقات الأسرية.

## مشواره المهني
تلقى أول عروضه في التلفزيون عام 2010 قبل تخرجه في مسلسل الدبور بالجزء الثاني، تمكّن من أن ينتزع فرصته مع المخرج حاتم علي.
شارك بالتمثيل مع كبار الممثلين أمثال حسن دكاك، سامر المصري، سلافة معمار، نادين خوري، كاريس بشار
في عام 2013 قدم ثلاثة أعمال أهمها في مسلسل سكر وسط حيث قدم شخصية الدكتور «جلال» الذي يفتتح عيادته في حارة عشوائية بعدما انتقل من ضيعته، ليفاجأ بصخب المدينة وأسعار العقارات. أما الخط الأهم فيكمن في إقامته علاقة مع زوجة صديقه التي تعاني من تقصير زوجها لتجد في «جلال» الرجل الذي يشبع لها رغباتها.

مصطفى سعد الدين بشخصية الدكتور جلال في مسلسل سكر وسط

عام 2014 جسد شخصية نورس الشاب المثلي جنسيًا في مسلسل قلم حمرة الذي يعاني مع المجتمع بسبب ميوله الجنسية التي يخفيها.

مصطفى سعد الدين بشخصية نورس في مسلسل قلم حمرة

في مارس 2016 حل مصطفى مكان الفنان وائل شرف لأداء شخصية «العقيد معتز» في باب الحارة بالجزء الثامن.

### حياته الأسرية
في 20 نوفمبر 2014، تزوج من المذيعة الفلسطينية تهاني عبود التي شاركت في برنامج مذيع العرب بعد قصة حب دامت سبع  سنوات عقد قرانهما في العاصمة اللبنانية بيروت.

## أعماله

### في التلفزيون
| سنة الإنتاج | اسم المسلسل                                   | الشخصية       |
| ----------- | --------------------------------------------- | ------------- |
| 2010        | الدبور 2                                      | محروس         |
| 2010        | عرب وود                                       |               |
| 2012        | أرواح عارية                                   | وائل          |
| 2012        | سيت كاز                                       |               |
| 2012        | رفة عين                                       | نورس          |
| 2012        | بقعة ضوء 9                                    | شخصيات متعددة |
| 2013        | حدود شقيقة                                    | فؤاد          |
| 2013        | سكر وسط                                       | الدكتور جلال  |
| 2012        | صبايا 5                                       | طارق          |
| 2013        | ناطرين                                        | أغيد          |
| 2014        | قلم حمرة                                      | نورس          |
| 2015        | العراب                                        | جواد          |
| 2016        | مذنبون أبرياء                                 | عرفان         |
| 2016        | صرخة روح 4-وجع الصمت خماسية قلوب لا تعرف الحب | صطيف          |
| 2016        | بقعة ضوء 12                                   | شخصيات متعددة |
| 2016        | أيام لا تنسى                                  |               |
| 2016        | باب الحارة 8                                  | العقيد معتز   |
| 2017        | الإمام                                        | عمرو بن عامر  |
| 2017        | باب الحارة 9                                  | العقيد معتز   |
| 2017        | قناديل العشاق                                 | نغم           |
| 2019        | حرملك                                         | عصام          |
| 2019        | غفوة القلوب                                   |               |
| 2019        | ناس من ورق                                    | فادي          |
| 2019        | ممالك النار                                   |               |
| 2020        | حرملك 2                                       | عصام          |
| 2021        | 350 غرام                                      | فادي الأشقر   |
| 2024        | لعبة البنات                                   | فارس          |

### في المسرح
| سنة الإنتاج | المسرحية                          |
| ----------- | --------------------------------- |
| 2009        | غير الشرعي                        |
| 2010        | سيليكون                           |
| 2011        | الوجه الآخر لحكاية السيدة روزالين |

### في السينما
| سنة الإنتاج | الفيلم   | الشخصية |
| ----------- | -------- | ------- |
| 2016        | كبسة زر  |         |
| 2019        | دم النخل | حسام    |

## جوائز وتكريمات
- لبنان: درع تكريمي من نقابة ممثلي المسرح والإذاعة والسينما في شمال لبنان 2016[11]

## روابط خارجية
- مصطفى سعد الدين على موقع قاعدة بيانات الأفلام العربية